# Fortaleza de Anacopia
La fortaleza de Anacopia (en georgiano: სათანჯოს ციხე; en abjasio: Гагра) fue una construcción defensiva construida en la costa caucásica del mar Negro, localizada actualmente cerca de la ciudad de Novi Afon, distrito de Gudauta (de iure parte de Georgia aunque de facto perteneciente a la autoproclamada República de Abjasia). Se encuentra en la cima de la montaña de Iveria (o Montaña de Anacopia) y es la fortaleza mejor conservada del territorio de Abjasia.

## Historia
Aquí se construyó una estructura militar entre los siglos II y IV.
A finales del siglo VII, con el apoyo de los bizantinos, preocupados por las incursiones árabes, se levantó una línea básica de murallas. En los años 736-737 Murban Ibn Mohamed el severo (el futuro califa Marwan II), con 60 000 hombres atacó la fortaleza, entonces capital del reino de Abjasia. Defendieron Anacopia 1000 georgianos y 2000 abjasios liderados por León I de Abjasia. De acuerdo con las crónicas georgianas, entre las tropas árabes se desató una epidemia de mal estomacal, que le costó la vida a 35.000 personas, mientras que otros 3000 árabes murieron en el asalto a la fortaleza. Sin embargo, Anacopia no pudo ser tomada y falló el plan de Murvan ibn Mohamed de atacar a los bizantinos por la espalda, atravesando Abjasia. La exitosa defensa de Anacopia se considera un punto de inflexión fundamental en la historia de Georgia.
En el año 788 el caudillo árabe Suleiman Ibn Isam intentó un ataque sin éxito a la fortaleza por el oeste. En la segunda mitad del siglo VII, en la cima de la montaña de Anacopia los monjes griegos levantaron un pequeño templo. Entre los siglos VII y VIII, se levantó otro templo en las faldas de la montaña.
Anacopia no perdió su importancia incluso después de la proclamación de Kutaisi como capital del reino abjasio. Después de la creación del reino de Georgia, Anacopia fue el "Príncipe de los Castillos de Abjasia". Anacopia fue entregada a los bizantinos gracias a la rebelión de Demetrio de Anacopia en 1032 y retomada por Georgia en 1074. A partir del siglo XIV, Anacopia declinó gradualmente en importancia.
A finales del siglo XIX, la orden monástica de Novi Afon un monasterio cerca de las ruinas de la fortaleza. Con el tiempo también se construyeron capillas, un hotel y un funicular.

## Arquitectura
El complejo defensivo ocupa un terreno de 450 x 150 m. La fortaleza está construida con piedras calizas con argamasa (de hasta 60 cm de espesor), y solo podía ser tomada escalando sus muros. Hay una sola entrada, una pequeña puerta en el lado sur del recinto. En el centro hay una torre de estilo romano, de cuatro pisos de altura, con excelentes vistas en todas las direcciones del paisaje circundante y, al suroeste de la fortaleza, el mar Negro. Por la parte sur, está protegido por una muralla guarnecida por siete torres, de forma cuadrada las más protegidas y redondas las más expuestas. La torre redonda más al oeste, protege la aproximación a las puerta principal de la fortaleza, y de ella se puede disparar por casi 290.º La fortaleza está colocada en una elevación artificial, supuestamente construida en la antigüedad por los primeros pobladores de Anacopia.
También se construyó una pequeña basílica cristiana en el centro de la fortaleza durante o antes del siglo VIII. El altar de piedra sobrevive (2014), junto con algunos frescos que muestran una cruz y algunos peces, un símbolo religioso que los primeros cristianos usaban con frecuencia en el imperio romano de Oriente y sus alrededores. Junto a la iglesia hay una cisterna que se llena de forma natural con agua de manantial mediante un pozo de 25 metros de profundidad debajo de ella.

## Galería

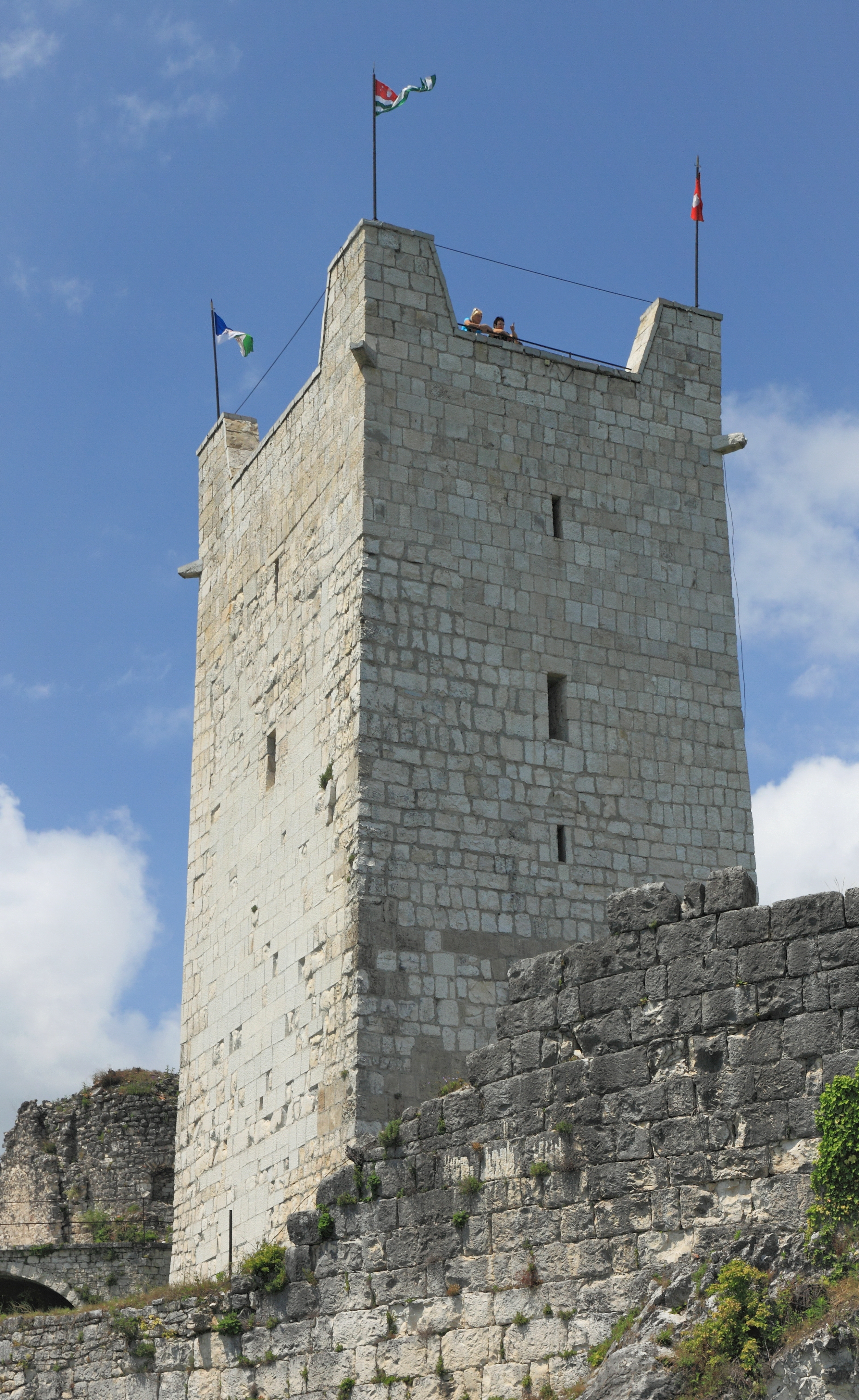
Torre principal
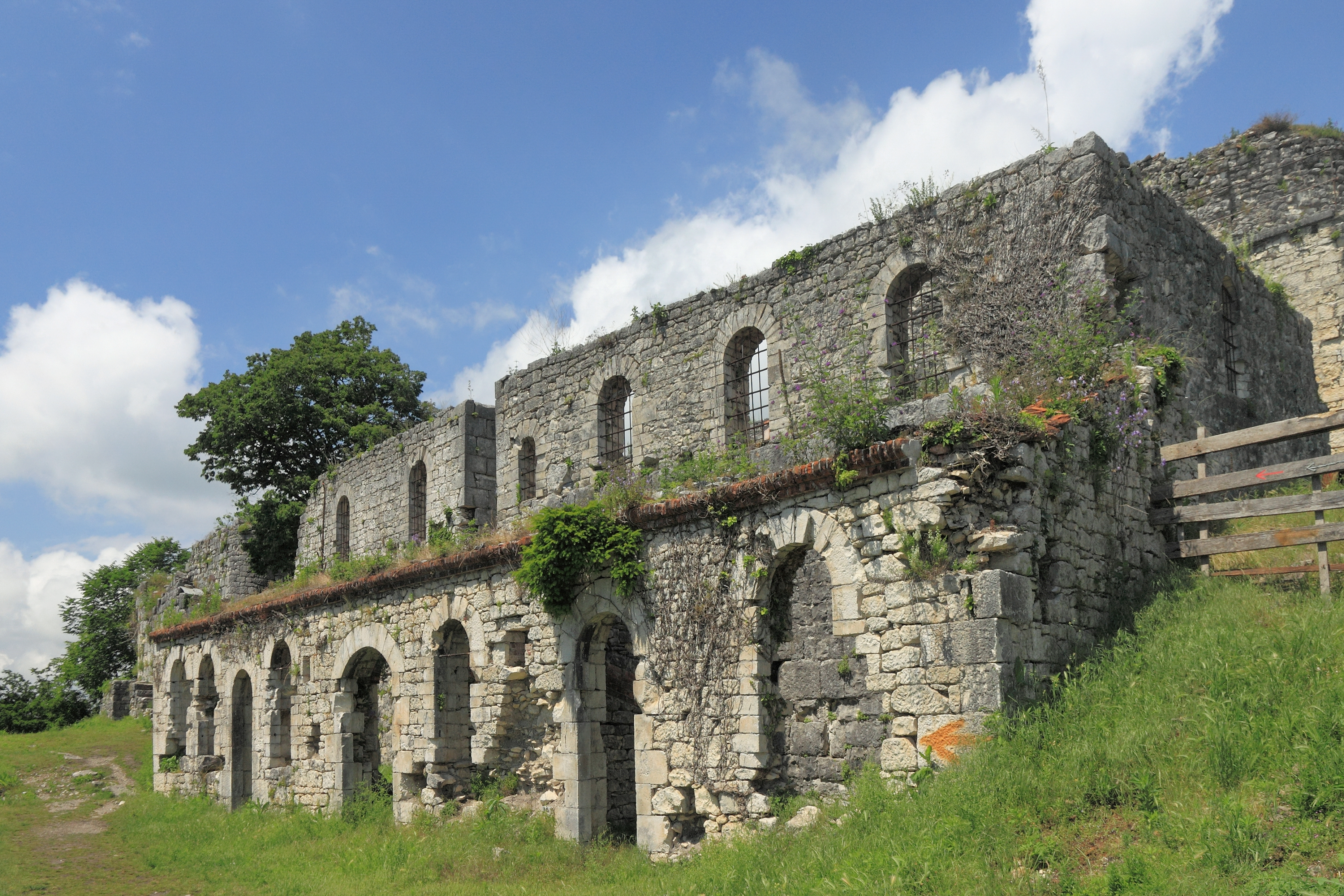
Lateral de la fortaleza
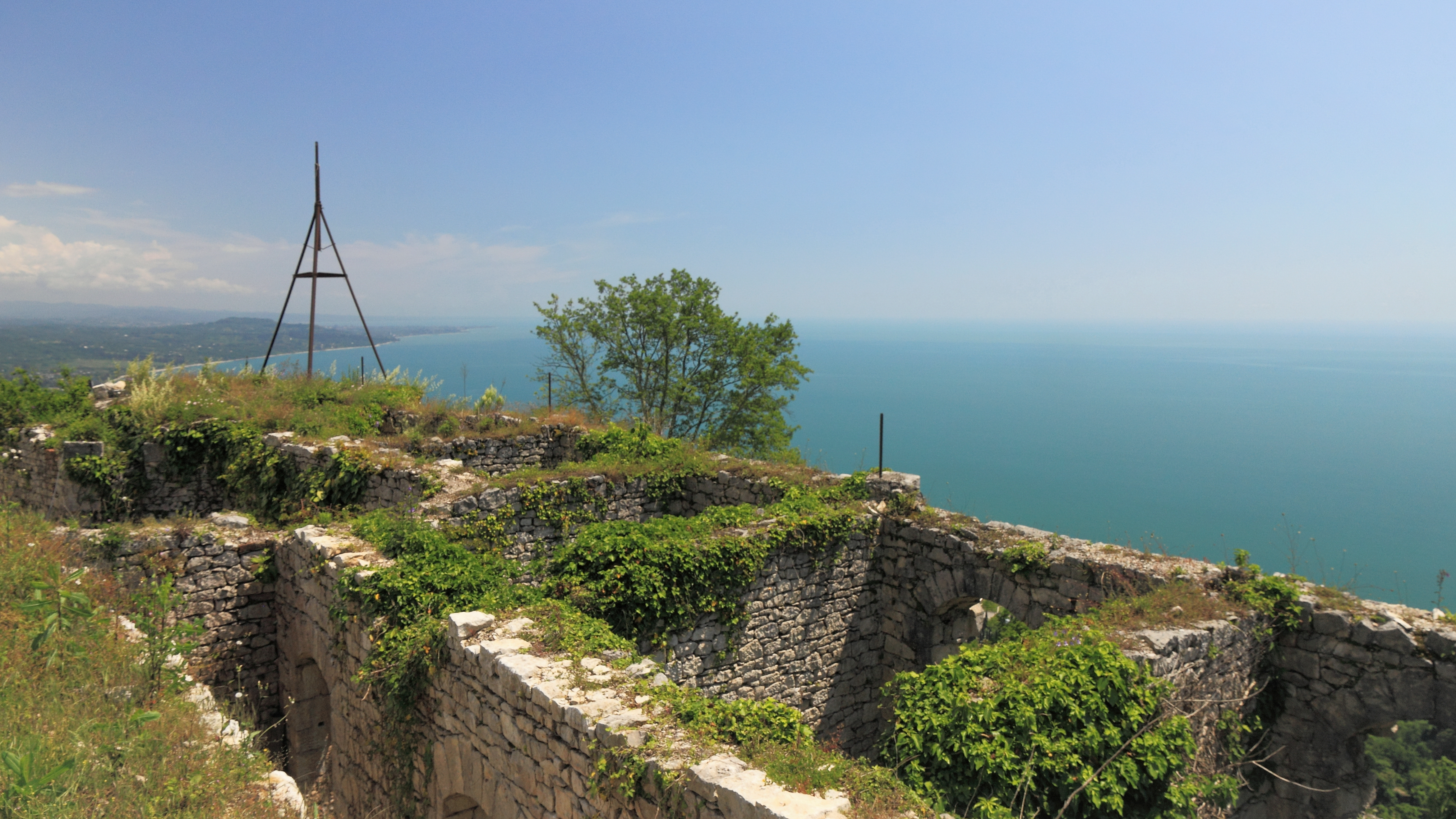
Interior de la fortaleza de Anacopia
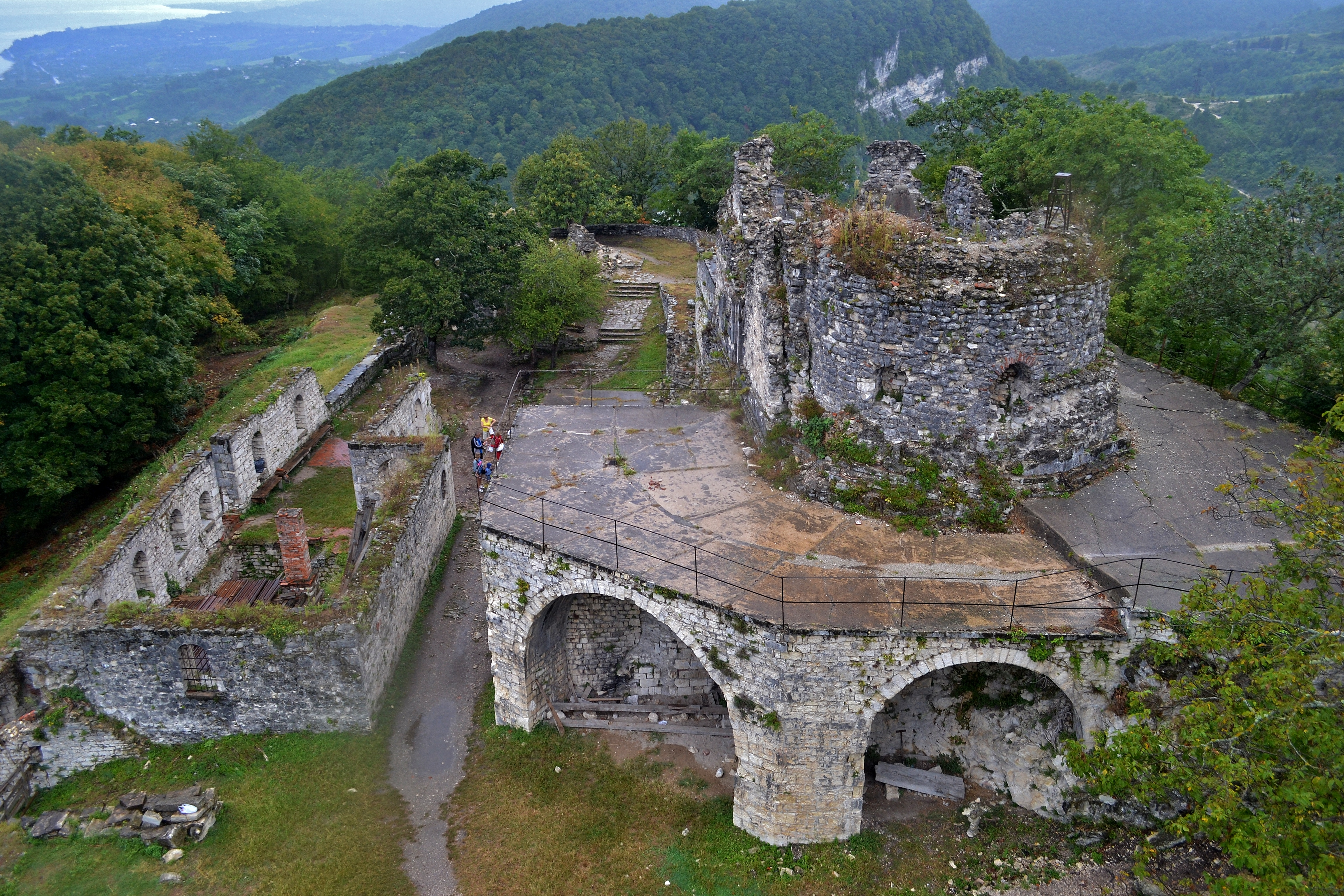
Vista aérea de Anacopia
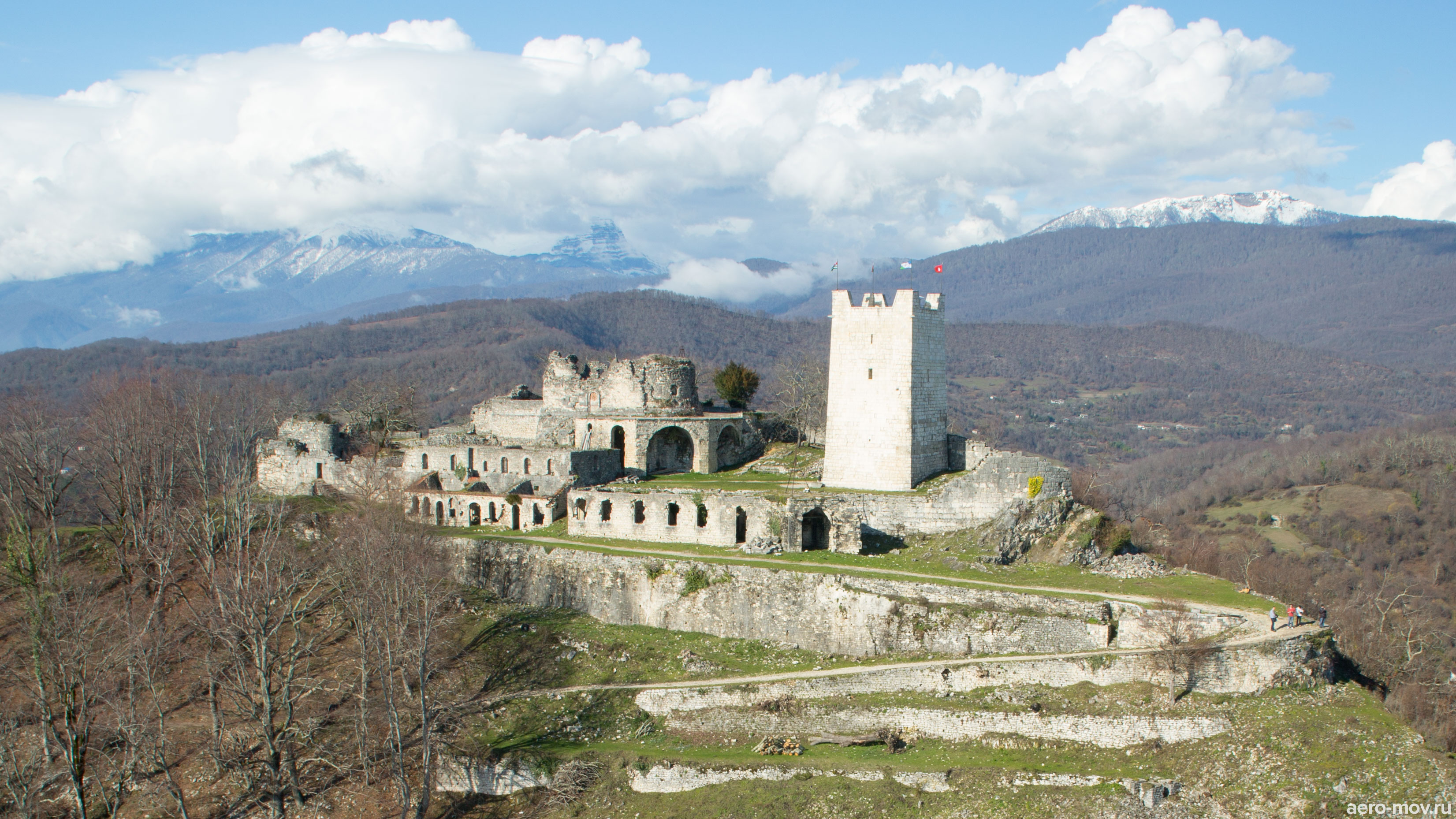
Complejo defensivo de Anacopia